# Neokaisáreia (ort i Grekland, Epirus)
Neokaisáreia (Neokaisareia) är en ort i Grekland.   Den ligger i prefekturen Nomós Ioannínon och regionen Epirus, i den centrala delen av landet, 300 km nordväst om huvudstaden Aten. Neokaisáreia ligger 657 meter över havet och antalet invånare är 919.
Terrängen runt Neokaisáreia är huvudsakligen kuperad, men norrut är den platt.Runt Neokaisáreia är det ganska glesbefolkat, med 35 invånare per kvadratkilometer. Närmaste större samhälle är Ioánnina, 8,9 km norr om Neokaisáreia. Trakten runt Neokaisáreia består till största delen av jordbruksmark.